# Paleolitico superiore

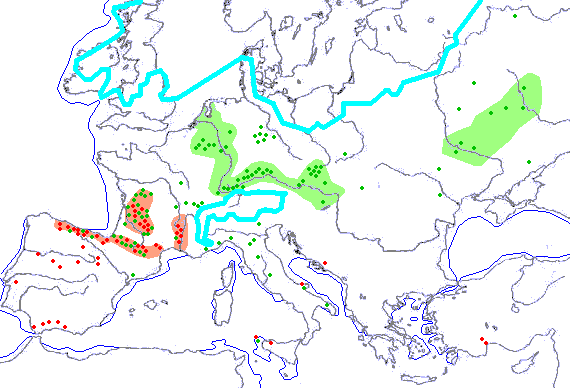
Mappa dei ritrovamenti artistici in Europa risalenti al Paleolitico superiore

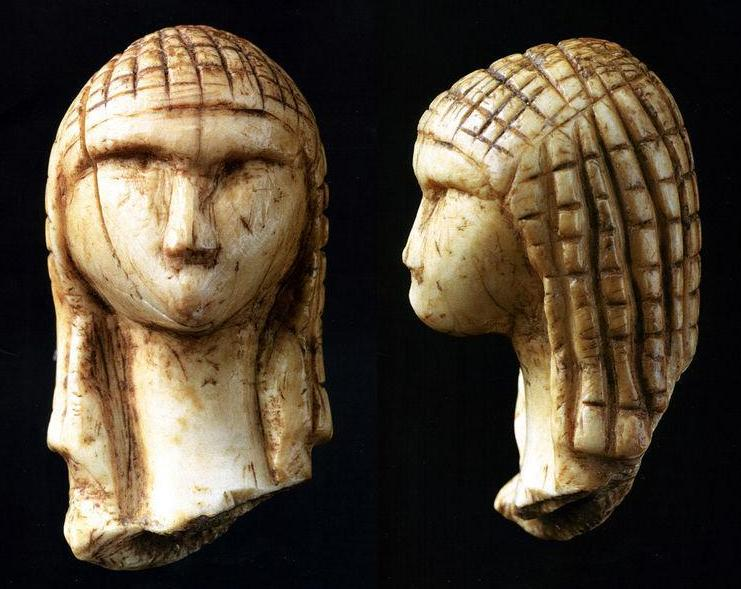
La Venere di Brassempouy

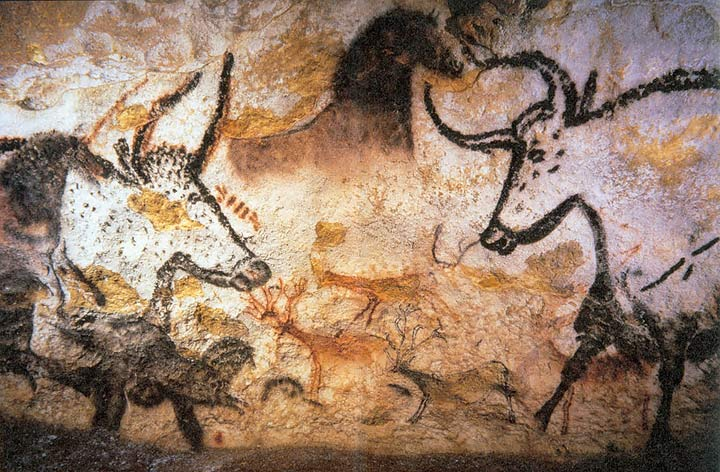
Le Grotte di Lascaux

Il Paleolitico superiore è la terza e ultima suddivisione del Paleolitico così come esso è concepito in Europa, Africa e Asia.
Si estende, approssimativamente, fra i 40 000 anni fa e i 10 000 anni fa, facendolo terminare prima dell'avvento dell'agricoltura. Corrisponde a parte del Pleistocene superiore comprendente parte del periodo glaciale di Würm. In questo periodo si diffonde in Europa l'odierno Homo sapiens.

## Descrizione
- Castelperroniano (40 000 - 34 000 anni fa circa) in Francia e Spagna nord-occidentale, dal sito di Châtelperron in Francia (considerato da alcuni "perigordiano inferiore"), e Uluzziano (38-36 000 - 33-30 000 anni fa circa) nell'Italia centro-meridionale, dal sito della baia e della grotta di Uluzzo in Puglia, rappresentano culture di transizione dalle culture musteriane, per opera ancora dei primi esseri umani moderni europei[1] e con il perdurare della tecnica levalloisiana. Un'altra cultura di transizione è il "Szeletiano" (o "Szeliano", 40 000 - 30 000 anni fa circa) nell'Europa centrale, dal sito della grotta Széléta in Ungheria.
- Aurignaziano (o "aurignaciano") (39-34 000 - 26-21 000 anni fa circa), con manufatti litici ricavati soprattutto da lame e microlamine e la diffusione dei manufatti in osso. Dal punto di vista geografico è suddiviso in "occidentale", "centro-europeo e balcanico", "italiano" e "orientale". Il nome deriva dal sito di Aurignac in Francia. Cronologicamente suddiviso in:
  - "aurignaziano arcaico" (o "pre-aurignaziano o "proto-aurignaziano")
  - "aurignaziano classico" ("antico", I e II, ed "evoluto", III e IV)
  - "aurignaziano tardivo" (V).
- Gravettiano (o "perigordiano superiore") (29-28 000 - 22-20 000 anni fa), caratterizzato da bulini, punte ritoccate (punte gravettiane) e armi da lancio in osso. A questa cultura appartengono molte delle più note veneri paleolitiche. Dal sito di La Gravette, presso Bayac, in Dordogna, Francia. Viene suddiviso in:
  - "gravettiano antico"
  - "gravettiano evoluto"
  - "gravettiano finale".
- Solutreano (21-20 000-18 000 anni fa circa), caratterizzato dalla tecnica di scheggiatura a pressione, che consente di ottenere manufatti di grande raffinatezza. Viene utilizzato anche l'osso (aghi) e il corno. Compaiono i primi esempi di arte rupestre (pitture nelle caverne). Il nome deriva dal sito di Solutré, presso Mâcon, in Francia. Viene cronologicamente suddiviso in:
  - "proto-solutreano"
  - "solutreano inferiore"
  - "solutreano medio"
  - "solutreano superiore".
- Magdaleniano (o "maddaleniano") (18-17 000 - 11-10 000 anni fa, verso la fine dell'ultima glaciazione), caratterizzato dalla lavorazione di lame e nelle fasi intermedie di manufatti di piccole dimensioni (microliti). Si diffonde la lavorazione dell'avorio e dell'osso, con raffinata decorazione e vengono realizzate collane con denti di carnivori. A questo periodo appartiene la fioritura dell'arte rupestre (pitture nelle caverne). Il nome deriva dal sito di Abri de la Madeleine, presso Tursac, in Dordogna, Francia. In Italia è facile trovare il termine "romanelliano" che deriva dalla Grotta Romanelli in Puglia. Viene suddiviso, non unanimemente, in
  - "magdaleniano antico" (I-III)
  - "magadaleniano recente" (IV-VI)
  - "magdaleniano terminale", o "aziliano", dal sito di Le Mas-d'Azil nei Pirenei francesi, secondo alcuni già nel Mesolitico.
- In Italia e in Europa centro-orientale mancano il solutreano e il magdaleniano: il periodo tra 20 000 e 10 000 anni fa vede una tarda evoluzione del gravettiano, l'epigravettiano. Viene cronologicamente suddiviso in
  - "epigravettiano antico"
  - "epigravettiano evoluto"
  - "epigravettiano finale".

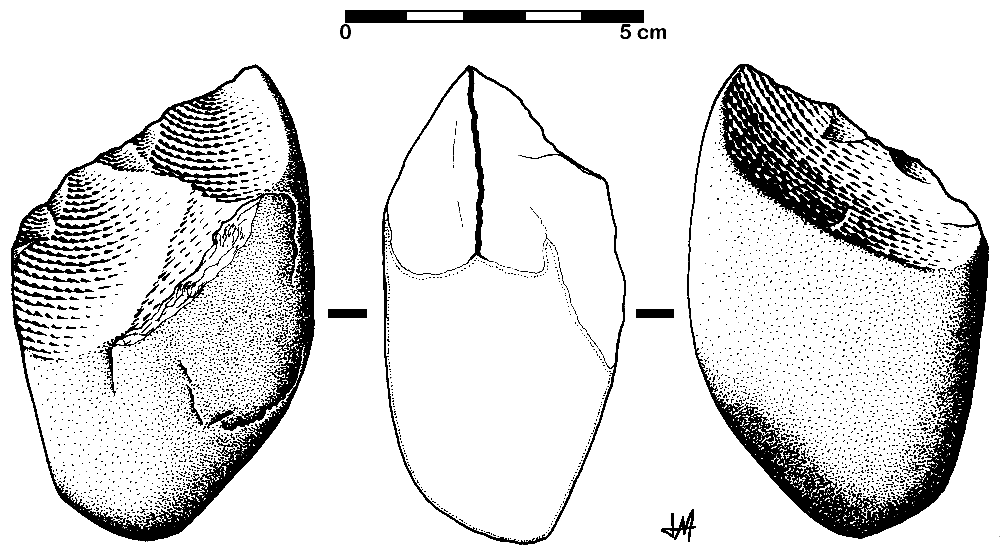
Primi utensili in semplice pietra scheggiata Paleolitico Inferiore
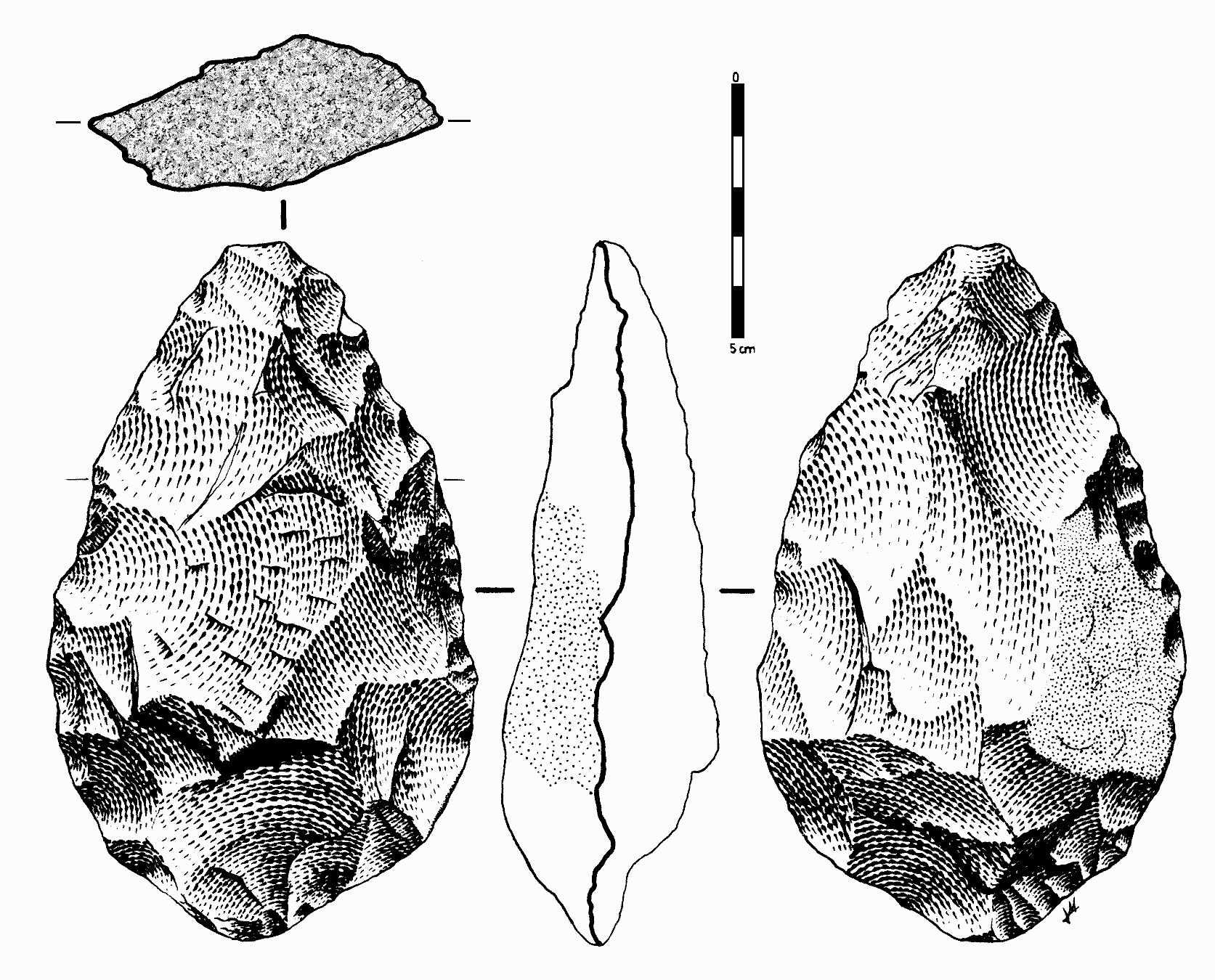
Un bifacciale, che rappresentò un avanzamento tecnologico significativo
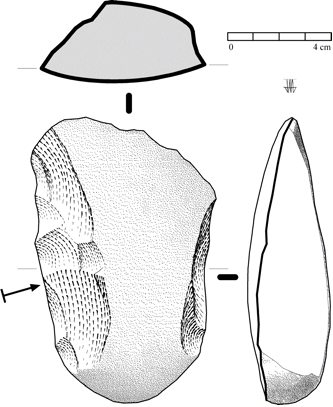
Coltello
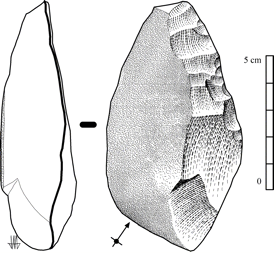
Raschiatoio per pelli del Paleolitico medio
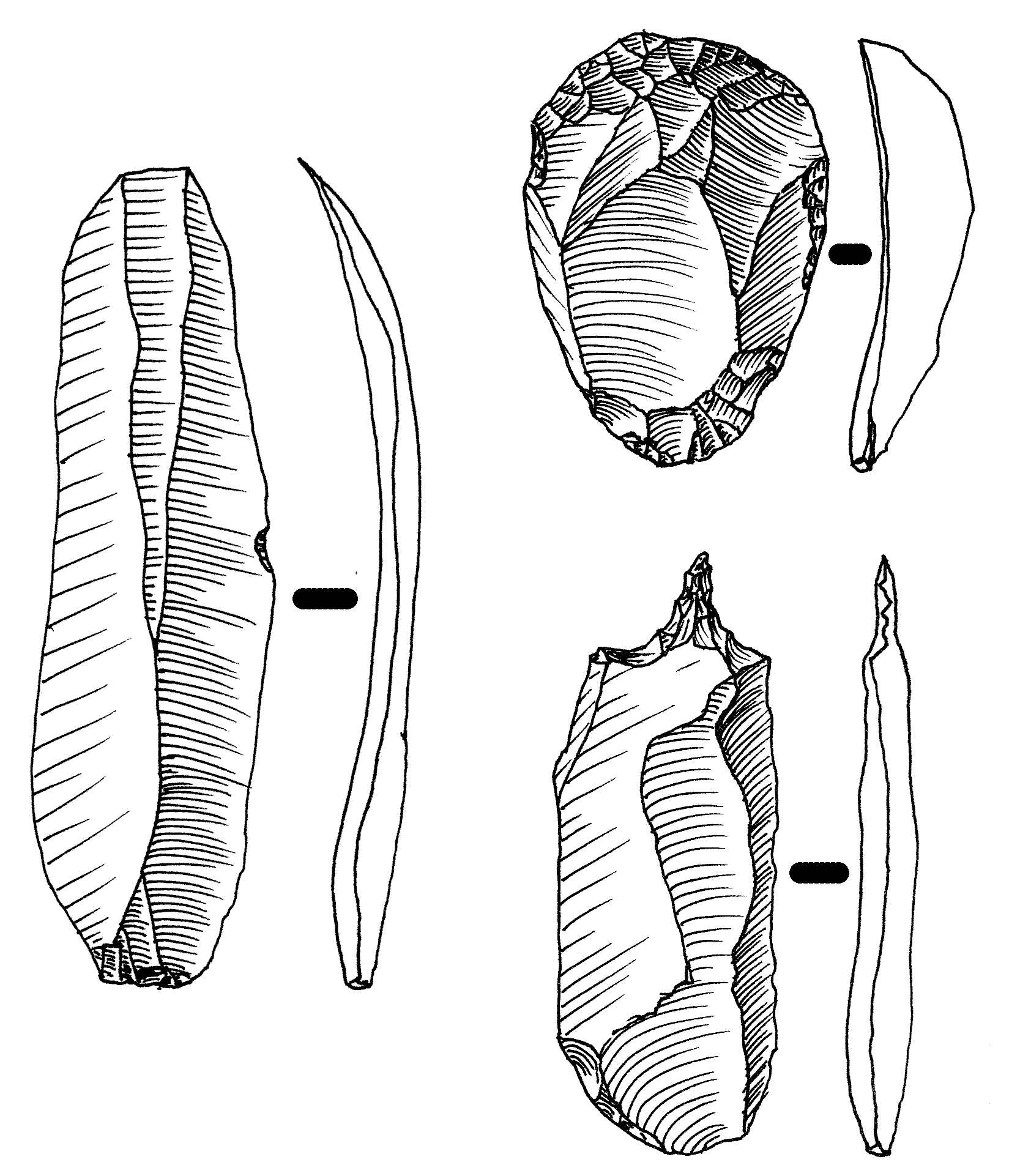
Utensili in selce del Paleolitico superiore
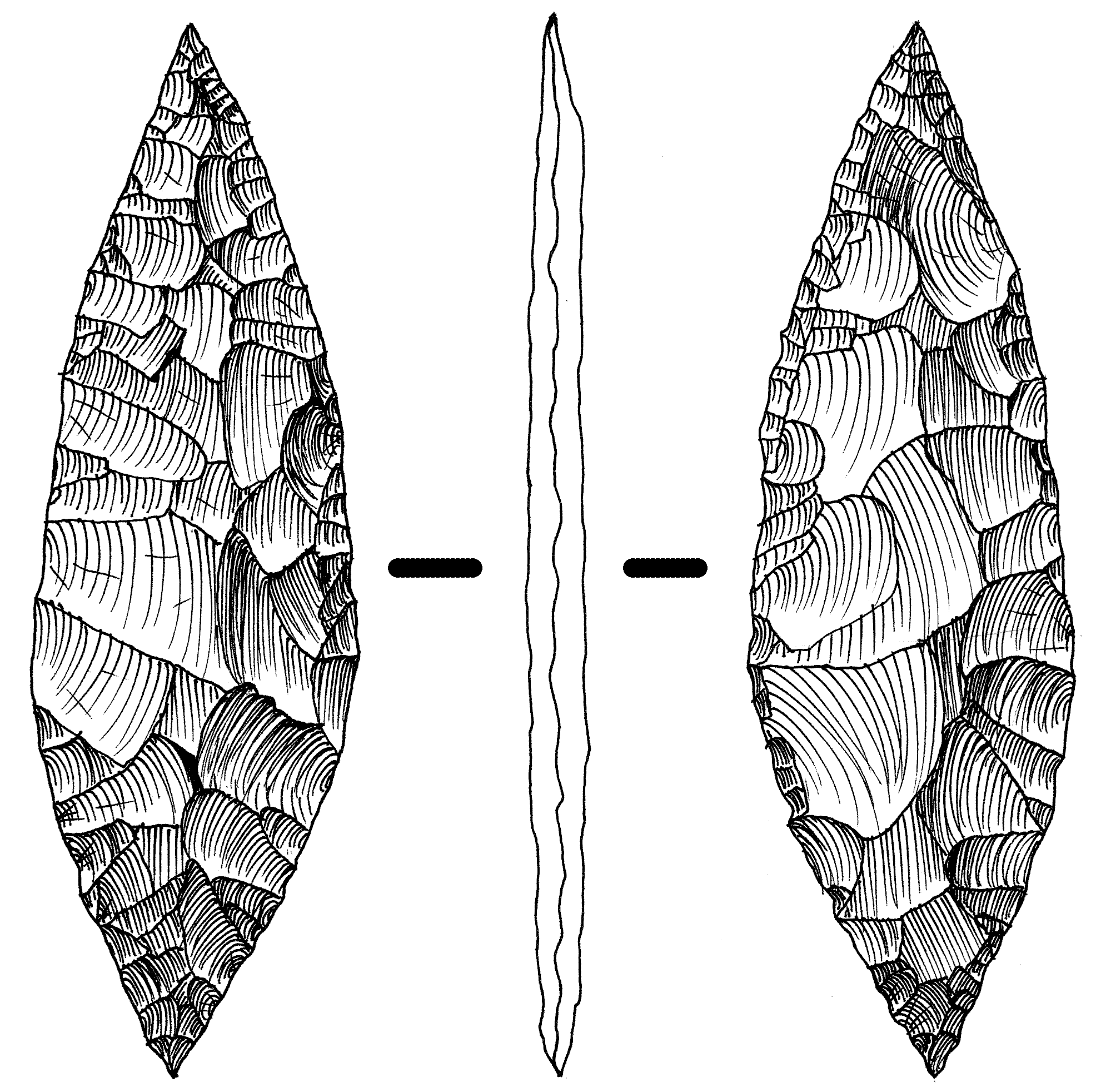
Punta del Solutreano ottenuta per scheggiatura a pressione
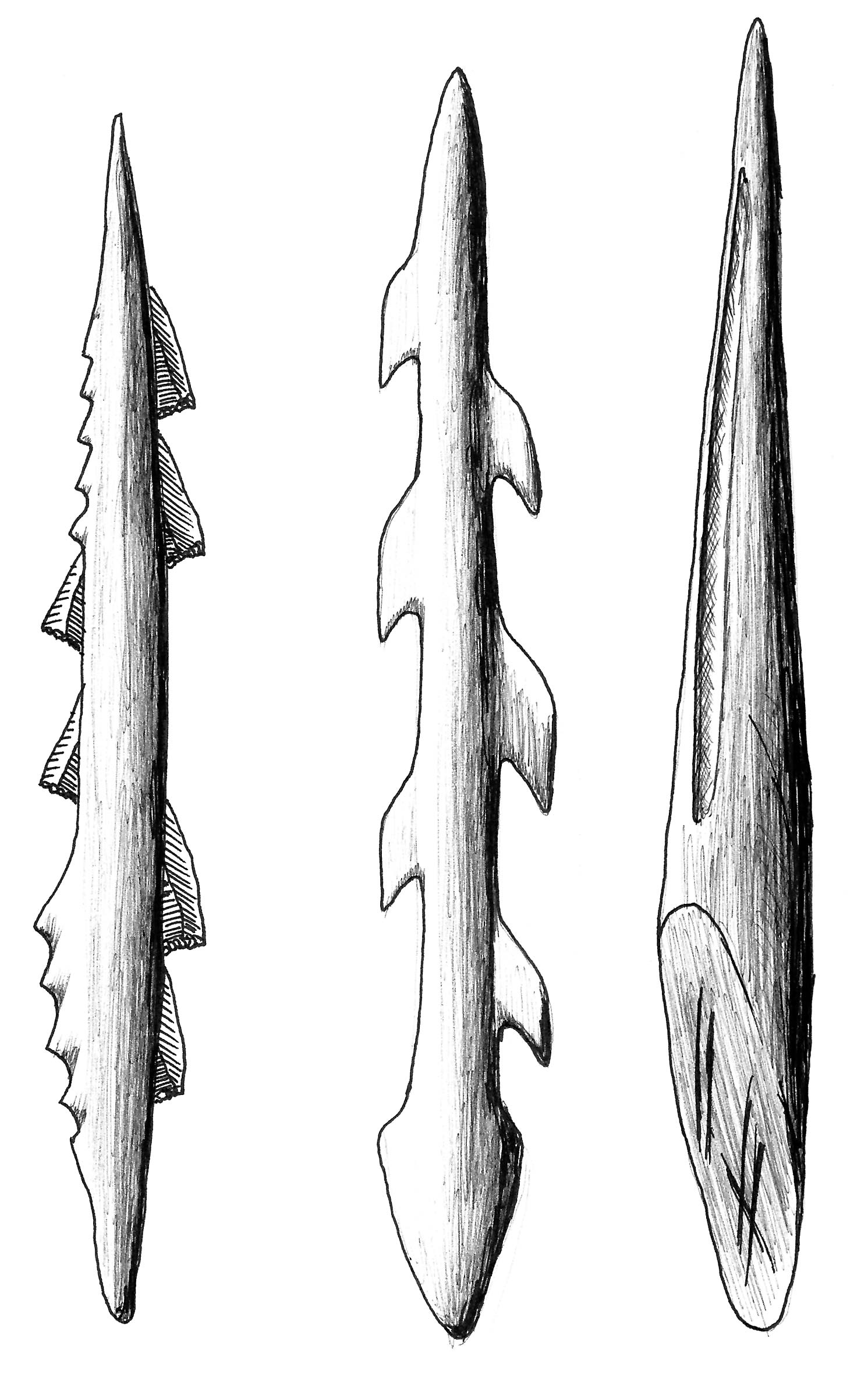
Arpione del Magdaleniano
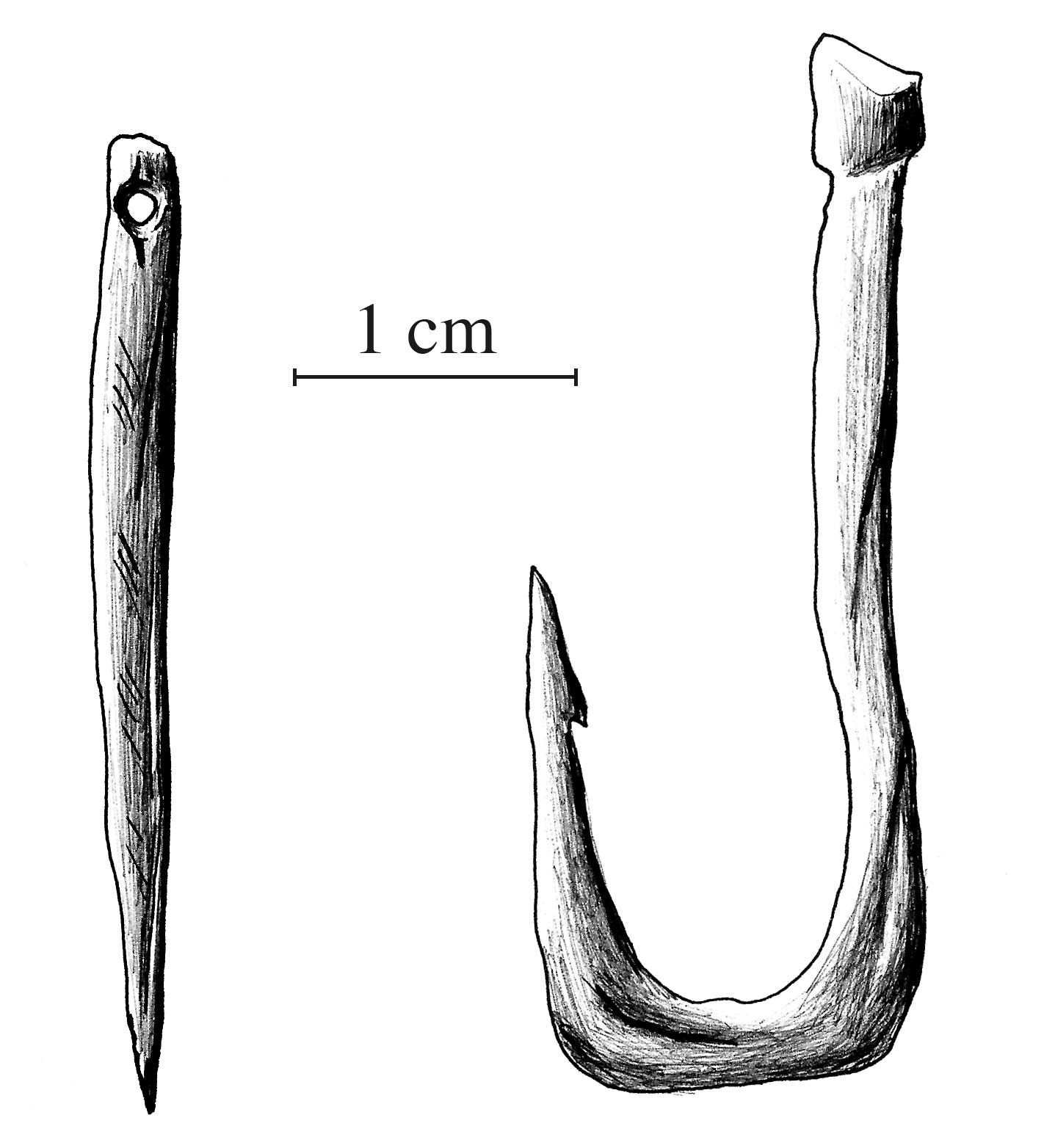
Ago e amo in osso del Paleolitico superiore